# Scott Christian
Scott Christian est un acteur américain né le 3 juin 1973 aux États-Unis. Il commence sa carrière en 1999 à l'âge de 26 ans en jouant dans Associées pour la loi puis dès 2001 il entame son premier rôle au cinéma dans Dracula 2001 puis garde dans rôles dans des séries télévisées comme Six Sexy (Coupling) ou Hitman, tueur malgré lui. En 2009 il obtient le rôle du gardien Bob dans le film de Kevin Tancharoen, Fame.

## Filmographie

### Cinéma
- 2001 : Dracula 2001 de Patrick Lussier
- 2005 : Neverland de Marc Forster
- 2009 : Fame de Kevin Tancharoen

### Télévision
- 1999 : Associées pour la loi - Saison 1
- 2000 : Les Experts - Saison 1
- 2002 : Les Anges du bonheur - Saison 9
- 2003 : Six Sexy - Saison 1
- 2004 : Cold Case : Affaires classées - Saison 2
- 2006 : New York, unité spéciale - Saison 8
- 2007 - 2009 : Hitman, tueur malgré lui - Saisons 1 à 3